# Dystrykt Bragança
Dystrykt Bragança (port. Distrito de Bragança IPA: /bɾɐ'gɐ̃sɐ/) – jednostka administracyjna pierwszego rzędu w północno-wschodniej Portugalii. Ośrodkiem administracyjnym dystryktu jest miasto Bragança, inne ważne miasta to Mirandela i Macedo de Cavaleiros. Położony jest na terenie regionu Północnego, od północy i wschodu graniczy z Hiszpanią, od południa z dystryktem Guarda, od południowego zachodu z dystryktem Viseu oraz od zachodu z dystryktem Vila Real. Powierzchnia dystryktu wynosi 6608 km², zamieszkuje go 148 808 osób, gęstość zaludnienia wynosi 23 os./km².
W skład dystryktu Bragança wchodzi 12 gmin:
- Alfândega da Fé
- Bragança
- Carrazeda de Ansiães
- Freixo de Espada à Cinta
- Macedo de Cavaleiros
- Miranda do Douro
- Mirandela
- Mogadouro
- Torre de Moncorvo
- Vila Flor
- Vimioso
- Vinhais